# Guo Nüwang
Carica Guo Nüwang (郭女王) (184. – 235.), formalno Carica Wende (文德皇后, doslovno, "uljudna i krjeposna carica") je bila carica kineske države Cao Wei, jednog od Tri kraljevstva. Njen suprug je bio Cao Pi (car Wen), prvi car države Cao Wei. Poticala je iz loze nižerangiranih državnih službenika i postala Cao Pijeva priležnica. Vremenom mu je postala miljenicom, prvenstveno zbog inteligencije. Povjesničari njenim spletkama pripisuju pad careve supruge Zhen Luo u nemilost, nakon čega je ona izvršila samoubojstvo 221. Nakon toga je Guo postala carica. Nije se miješala u politiku i imala je korektan odnos s drugim dvorjanima. Dio povjesničara pak, navodi da ju je car Cao Rui 235. natjerao na samoubojstvo nakon što mu je priznala svoju ulogu u samoubojstvu njegove majke Zhen Luo.